# Công ước Quốc tế về xóa bỏ tất cả các hình thức Phân biệt chủng tộc

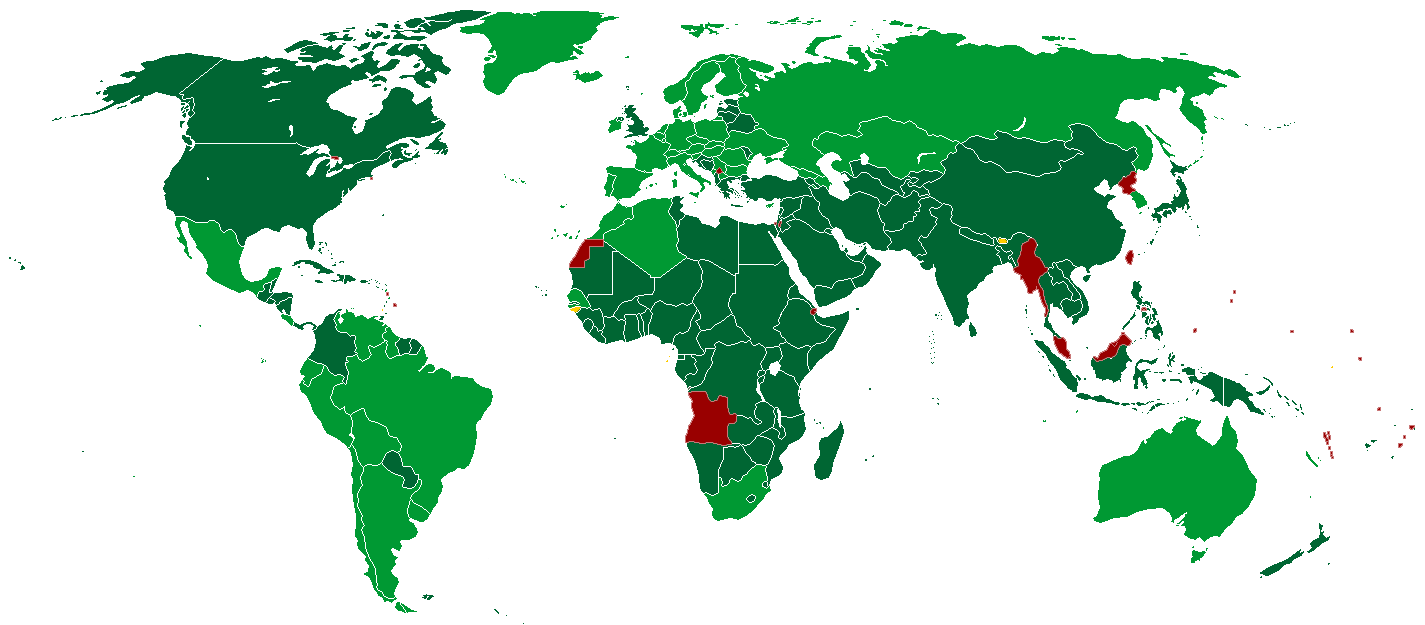
Tư cách thành viên của Công ước về xóa bỏ mọi hình thức phân biệt chủng tộc:
Công nhận chức năng giải quyết khiếu nại theo Điều 14 Công ước

Công ước quốc tế về xóa bỏ mọi hình thức phân biệt chủng tộc (ICERD) là một công ước của Liên Hợp Quốc. Là một văn kiện nhân quyền thế hệ thứ ba, Công ước cam kết các thành viên của mình loại bỏ phân biệt chủng tộc và thúc đẩy sự hiểu biết giữa tất cả các chủng tộc. Công ước cũng yêu cầu các bên tham gia bất hợp pháp hóa phát ngôn thù ghét và hình sự hóa việc tham gia tổ chức phân biệt chủng tộc.
Công ước cũng bao gồm một cơ chế khiếu nại cá nhân có hiệu lực thực thi với các quốc gia thành viên. Quy định này cho phép xây dựng một cơ chế tài phán hạn chế đối với việc giải thích và thực hiện Công ước.
Công ước đã được Đại hội đồng Liên Hợp Quốc thông qua và mở để ký vào ngày 21 tháng 12 năm 1965, và có hiệu lực vào ngày 4 tháng 1 năm 1969. Tính đến tháng 4 năm 2019, có 88 quốc gia ký kết, và 180 quốc gia là thành viên Công ước.
Công ước được giám sát bởi Ủy ban về xóa bỏ phân biệt chủng tộc (CERD).

## Lịch sử
Vào tháng 12 năm 1960, sau các sự kiện liên quan đến chủ nghĩa bài Do Thái ở một số nơi trên thế giới, Đại hội đồng Liên Hợp Quốc đã thông qua một nghị quyết lên án "tất cả các biểu hiện và thực hành thù hận chủng tộc, tôn giáo và quốc gia" là vi phạm Hiến chương Liên Hợp Quốc và Tuyên ngôn Nhân quyền Phổ quát và kêu gọi chính phủ của tất cả các quốc gia "thực hiện tất cả các biện pháp cần thiết để ngăn chặn tất cả các biểu hiện của hận thù chủng tộc, tôn giáo và quốc gia". Hội đồng Kinh tế và Xã hội đã thực hiện quyết này bằng cách soạn thảo một nghị quyết về "những biểu hiện truyền bá định kiến chủng tộc và bất dung quốc gia và tôn giáo", kêu gọi các chính phủ giáo dục công chúng chống lại sự bất dung và hủy bỏ các luật có tính phân biệt đối xử. Do thiếu thời gian, nghị quyết này đã không được Đại hội đồng xem xét vào năm 1961, nhưng đã được thông qua vào năm sau.
Trong những tranh luận ban đầu về nghị quyết này, các quốc gia châu Phi do Cộng hòa Trung Phi, Chad, Dahomey, Guinea, Côte d'Ivoire, Mali, Mauritania và Upper Volta dẫn đầu đã yêu cầu có hành động cụ thể hơn về vấn đề này, dưới hình thức một công ước quốc tế chống phân biệt chủng tộc. Một số quốc gia thích một tuyên bố hơn là một điều ước có ràng buộc, trong khi nhiều quốc gia khác muốn giải quyết cả bất dung về chủng tộc và tôn giáo trong một văn kiện duy nhất. Cuối cùng, do sự phản đối chính trị của các quốc gia Ả Rập đối với việc gộp không khoan dung tôn giáo và không khoan dung chủng tộc, cộng với ý kiến của một số quốc gia khác cho rằng sự bất dung tôn giáo ít khẩn cấp hơn, hai nghị quyết riêng biệt đã ra đời: một nghị quyết kêu gọi có một tuyên ngôn và dự thảo một công ước nhằm loại bỏ phân biệt chủng tộc, và nghị quyết kia tương tự với không khoan dung tôn giáo.
Điều 4, hình sự hóa việc kích động phân biệt chủng tộc, cũng gây tranh cãi trong giai đoạn soạn thảo. Trong cuộc tranh luận đầu tiên về điều này, có hai dự thảo được đưa ra, một do Hoa Kỳ trình bày và một do Liên Xô và Ba Lan. Hoa Kỳ, được Vương quốc Anh ủng hộ, đề xuất rằng chỉ những kích động "dẫn đến hoặc có khả năng dẫn đến bạo lực" mới nên bị cấm, trong khi Liên Xô muốn "cấm và giải tán các tổ chức phân biệt chủng tộc, phát xít và bất kỳ tổ chức nào khác thực hành hoặc kích động phân biệt chủng tộc ". Các quốc gia Bắc Âu đề xuất một phương án kết hợp trong đó một điều khoản "quan tâm đúng mức" đối với các quyền trong Tuyên ngôn Nhân quyền Phổ quát đã được thêm vào để cân nhắc khi hình sự hóa phát ngôn thù hận.
Dự thảo Tuyên ngôn về xóa bỏ mọi hình thức phân biệt chủng tộc đã được Đại hội đồng thông qua vào ngày 20 tháng 11 năm 1963. Cùng ngày, Đại hội đồng kêu gọi Hội đồng Kinh tế và Xã hội và Ủy ban Nhân quyền ưu tiên tuyệt đối việc soạn thảo Công ước về chủ đề này. Dự thảo được hoàn thành vào giữa năm 1964, nhưng những trì hoãn trong Đại hội đồng làm cho dự thảo không thể được thông qua vào năm đó. Cuối cùng nó đã được thông qua vào ngày 21 tháng 12 năm 1965.

## Các điều khoản chính

### Định nghĩa "phân biệt chủng tộc"
Lời mở đầu của Công ước tái khẳng định phẩm giá và sự bình đẳng trước pháp luật thông qua trích dẫn Hiến chương Liên hợp quốc và Tuyên ngôn Nhân quyền Phổ quát và lên án chủ nghĩa thực dân thông qua trích dẫn Tuyên ngôn về việc trao độc lập cho các quốc gia và dân tộc thuộc địa, Tuyên ngôn về xóa bỏ mọi hình thức phân biệt chủng tộc, đồng thời trích dẫn Công ước ILO về việc làm và nghề nghiệp (C111) và Công ước chống phân biệt đối xử trong giáo dục.
Điều 1 của Công ước định nghĩa "phân biệt chủng tộc" là:
... bất kỳ sự phân biệt, loại trừ, hạn chế hay ưu đãi dựa trên chủng tộc, màu da, dòng dõi, hay nguồn gốc quốc gia hay sắc tộc có mục đích hay hậu quả là làm vô hiệu hoặc ảnh hưởng tiêu cực đến việc công nhận, thụ hưởng hoặc thực hành, một cách bình đẳng, các quyền con người và tự do căn bản trong các mặt chính trị, kinh tế, xã hội, văn hóa hay bất kỳ khía cạnh nào khác trong đời sống công.

Sự khác biệt thực hành trên cơ sở tư cách công dân (nghĩa là giữa công dân và người không công dân) được loại trừ khỏi định nghĩa một cách cụ thể, cũng như các chính sách phân biệt đối xử tích cực và các biện pháp khác được thực hiện để khắc phục sự mất cân bằng và thúc đẩy bình đẳng.
Định nghĩa này không phân biệt giữa phân biệt đối xử dựa trên sắc tộc và phân biệt đối xử dựa trên chủng tộc, một phần vì sự khác biệt giữa sắc tộc và chủng tộc vẫn còn gây tranh cãi giữa các nhà nhân loại học. Việc đưa vào khái niệm dòng dõi là để chỉ sự phân biệt đối xử trên cơ sở đẳng cấp và các hình thức khác mang tính thừa hưởng.

Công ước áp dụng với việc phân biệt đối xử không cần phải nghiêm ngặt dựa trên chủng tộc hoặc sắc tộc. Thay vào đó, một hành động hoặc chính sách cụ thể có mang tính phân biệt đối xử hay không được đánh giá bởi tác động của nó.
Để xác định liệu một hành động có ảnh hưởng trái với Công ước hay không, cần xem xét liệu hành động đó có ảnh hưởng khác biệt không chính đáng đối với một nhóm được đặc trưng bởi chủng tộc, màu da, dòng dõi, nguồn gốc quốc gia hay dân tộc..

Câu hỏi liệu một cá nhân thuộc về một nhóm chủng tộc cụ thể sẽ được quyết định bằng cách tự nhận dạng, trừ khi có một sự biện minh ngược lại.

### Phòng chống phân biệt đối xử
Điều 2 của Công ước lên án phân biệt chủng tộc và bắt buộc các bên phải "cam kết theo đuổi bằng mọi cách thích hợp và không chậm trễ chính sách xóa bỏ phân biệt chủng tộc dưới mọi hình thức". Nó cũng bắt buộc các bên phải thúc đẩy sự hiểu biết giữa tất cả các chủng tộc. Để đạt được điều này, Công ước yêu cầu các bên ký kết:
- Không thực hành phân biệt chủng tộc trong các tổ chức công [28]
- Không "bảo trợ, bảo vệ hoặc hỗ trợ" phân biệt chủng tộc [29]
- Xem lại các chính sách hiện có và sửa đổi hoặc thu hồi những chính sách gây ra hoặc duy trì sự phân biệt chủng tộc [30]
- Cấm "bằng mọi cách thích hợp, bao gồm cả pháp luật", phân biệt chủng tộc do các cá nhân và tổ chức gây ra phạm vi quyền hạn của họ [31]
- Khuyến khích các nhóm, phong trào và các phương tiện khác giúp loại bỏ các rào cản giữa các chủng tộc và ngăn chặn sự phân chia chủng tộc [32]

Các bên có nghĩa vụ "khi hoàn cảnh bảo đảm" sử dụng các chính sách phân biệt đối xử tích cực cho các nhóm chủng tộc cụ thể để đảm bảo "hưởng thụ đầy đủ và bình đẳng các quyền con người và các quyền tự do cơ bản". Tuy nhiên, các biện pháp này phải là hữu hạn và "trong mọi trường hợp sẽ không đòi hỏi phải duy trì các quyền mang tính bất bình đẳng hoặc riêng biệt cho các nhóm chủng tộc khác nhau sau khi đạt được các mục tiêu mà chúng đã đề ra".
Điều 5 mở rộng nghĩa vụ chung của Điều 2 và tạo ra một nghĩa vụ cụ thể về bảo đảm quyền bình đẳng trước pháp luật của mọi người bất kể "chủng tộc, màu da, hoặc nguồn gốc quốc gia hay dân tộc". Điều 5 cũng liệt kê các quyền cụ thể mà quyền bình đẳng này phải được áp dụng: đối xử bình đẳng trước tòa án và các phiên xét xử, quyền an ninh cá nhân và không phải chịu bạo lực, các quyền dân sự và chính trị được khẳng định trong Công ước Quốc tế về các quyền dân sự và chính trị, các quyền kinh tế, xã hội và các quyền văn hóa đã được khẳng định trong Công ước Quốc tế về các quyền kinh tế, xã hội và văn hóa  và quyền tiếp cận vào bất kỳ địa điểm hoặc dịch vụ công nào, "chẳng hạn như khách sạn, giao thông, nhà hàng, quán cà phê, nhà hát và công viên."  Danh sách này không phải là một danh sách đóng, và nghĩa vụ này mở rộng cho tất cả các quyền con người.
Điều 6 quy định các quốc gia thành viên có nghĩa vụ cung cấp "sự bảo vệ và biện pháp khắc phục hiệu quả" thông qua tòa án hoặc các thiết chế khác cho bất kỳ hành vi phân biệt chủng tộc nào. Điều này bao gồm quyền có biện pháp khắc phục pháp lý và khắc phục thiệt hại phải chịu do phân biệt đối xử.

### Lên án phân biệt chủng tộc
Điều 3 lên án sự phân biệt chủng tộc và phân chia theo chủng tộc và bắt buộc các bên phải "ngăn chặn, ngăn cấm và xóa bỏ" các thực hành này trong các lãnh thổ thuộc thẩm quyền của họ. Điều 3 được củng cố thêm qua việc công nhận apartheid là tội ác chống lại nhân loại trong Quy chế Rome của Tòa án Hình sự Quốc tế.
Ủy ban về xóa bỏ phân biệt chủng tộc quan niệm rằng điều 3 cũng đưa ra nghĩa vụ giải quyết hậu quả của các chính sách phân biệt trong quá khứ và ngăn chặn sự phân biệt chủng tộc phát sinh từ hành động của các cá nhân.

### Cấm kích động
Điều 4 của Công ước lên án việc tuyên truyền và các tổ chức cố gắng biện minh cho sự phân biệt đối xử hoặc dựa trên ý tưởng về chủ nghĩa siêu chủng tộc. Nó buộc các bên, "với tầm quan trọng của các nguyên tắc được nêu trong Tuyên ngôn Nhân quyền Phổ quát", áp dụng "các biện pháp tích cực và ngay lập tức" để xóa bỏ các hình thức kích động và phân biệt đối xử này. Cụ thể, nó buộc các bên phải hình sự hóa phát ngôn thù ghét, tội phạm thù ghét và tài trợ cho các hoạt động phân biệt chủng tộc, và cấm và hình sự hóa việc gia nhập các tổ chức "thúc đẩy và kích động" phân biệt chủng tộc. Một số quốc gia thành viên có bảo lưu điều khoản này và diễn giải điều khoản này là không cho phép hoặc không yêu cầu các biện pháp có thể vi phạm các quyền tự do ngôn luận, hiệp hội hoặc hội họp.
Ủy ban về xóa bỏ phân biệt chủng tộc coi điều khoản này là nghĩa vụ bắt buộc của các quốc gia tham gia Công ước, và đã nhiều lần chỉ trích các thành viên vì đã không tuân thủ. Ủy ban cho rằng nghĩa vụ này nhất quán với các quyền tự do về quan điểm và biểu đạt đã được khẳng định trong Tuyên ngôn Nhân quyền Phổ quát và Công ước quốc tế về các quyền dân sự và chính trị và lưu ý rằng Công ước quốc tế về các quyền dân sự và chính trị đã cụ thế việc đưa ra ngoài vòng pháp luật việc kích động phân biệt chủng tộc, thù hận và bạo lực. Ủy ban xem các điều khoản là cần thiết để ngăn chặn bạo lực chủng tộc có tổ chức và "khai thác mang tính chính trị đối với sự khác biệt sắc tộc".

### Thúc đẩy sự khoan dung
Điều 7 bắt buộc các quốc gia thành viên phải áp dụng "các biện pháp tức thời và hiệu quả", đặc biệt là trong giáo dục, để chống lại định kiến chủng tộc và khuyến khích sự hiểu biết và khoan dung giữa các nhóm chủng tộc, dân tộc và quốc gia khác nhau.

### Cơ chế giải quyết tranh chấp
Các điều từ 11 đến 13 của Công ước thiết lập một cơ chế giải quyết tranh chấp giữa các bên. Một bên tin rằng một bên khác không thực hiện Công ước có thể khiếu nại lên Ủy ban về xóa bỏ phân biệt chủng tộc. Ủy ban sẽ chuyển khiếu nại và nếu không giải quyết được giữa hai bên, có thể thành lập Ủy ban Hòa giải có tính lâm thời để điều tra và đưa ra khuyến nghị về vấn đề tranh chấp. Thủ tục này đã được áp dụng lần đầu tiên vào năm 2018 cho trường hợp Qatar khiếu nại Ả Rập Saudi và UAE  và Palestine khiếu nại Israel.
Điều 22 cho phép mọi tranh chấp về việc giải thích hoặc áp dụng Công ước được đưa ra Tòa án Công lý Quốc tế. Điều khoản này đã được viện dẫn ba lần, bởi Georgia đối với Nga, bởi Ukraine đối với Nga, bởi Qatar đối với UAE.

### Cơ chế khiếu nại cá nhân
Điều 14 của Công ước thiết lập một cơ chế khiếu nại cá nhân tương tự như Nghị định thư không bắt buộc đầu tiên đối với Công ước quốc tế về quyền dân sự và chính trị, Nghị định thư không bắt buộc đối với Công ước về quyền của người khuyết tật và Nghị định thư không bắt buộc đối với Công ước về xóa bỏ Tất cả các hình thức phân biệt đối xử với phụ nữ. Bất cứ lúc nào, các quốc gia thành viên có thể công nhận thẩm quyền xem xét khiếu nại của cá nhân hoặc các nhóm của Ủy ban về xóa bỏ phân biệt chủng tộc để, khi các cá nhân hoặc các nhóm này thấy quyền của họ theo Công ước đã bị vi phạm. Các quốc gia thành viên có thể thành lập các cơ quan trong nước để nghe khiếu nại trước khi các khiếu nại được chuyển lên Ủy ban. Người khiếu nại phải sử dụng hết tất cả các biện pháp khắc phục trong nước và các khiếu nại nặc danh, các khiếu nại liên quan đến các sự kiện xảy ra trước khi quốc gia liên quan tham gia Công ước sẽ không được tiếp nhận. Ủy ban có thể yêu cầu thông tin và đưa ra khuyến nghị cho một bên.
Cơ chế khiếu nại cá nhân đi vào hoạt động năm 1982, sau khi được mười quốc gia thành viên chấp nhận. Tính đến năm 2010, 58 quốc gia đã công nhận thẩm quyền tiếp nhận khiếu nại cá nhân của Ủy ban, và 54 trường hợp đã được Ủy ban xử lý.

## Bảo lưu
Một số bên đã bảo lưu và tuyên bố diễn giải việc áp dụng Công ước. Văn bản Công ước cấm các bảo lưu "không tương thích với đối tượng và mục đích của Công ước này" hoặc các bảo lưu có thể ức chế hoạt động của bất kỳ cơ quan nào được thành lập bởi Công ước. Việc bảo lưu được coi là không tương thích hoặc gây ức chế nếu hai phần ba các thành viên phản đối.
Điều 22
Afghanistan, Bahrain, Trung Quốc, Cuba, Ai Cập, Guinea Xích đạo, Ấn Độ, Indonesia, Iraq, Israel, Kuwait, Lebanon, Libya, Madagascar, Morocco, Mozambique, Nepal, Ả Rập Saudi, Syria, Thái Lan, Thổ Nhĩ Kỳ, Việt Nam và Yemen không xem xét bản thân bị ràng buộc bởi Điều 22. Một số giải thích điều này là cho phép các tranh chấp được đưa ra Tòa án Công lý Quốc tế chỉ với sự đồng ý của tất cả các bên liên quan.
Nghĩa vụ ngoài hiến pháp hiện hành
Antigua và Barbuda, Bahamas, Barbados, Guyana, Jamaica, Nepal, Papua New Guinea, Thái Lan và Hoa Kỳ giải thích Công ước là không ngụ ý bất kỳ nghĩa vụ nào vượt quá giới hạn của hiến pháp hiện tại của họ.
Phát ngôn thù ghét
Áo, Bỉ, Pháp, Ireland, Ý, Nhật Bản, Malta, Monaco, Thụy Sĩ và Tonga đều giải thích Điều 4 là không cho phép hoặc yêu cầu các biện pháp đe dọa các quyền tự do ngôn luận, quan điểm, lập hội và hội họp. Antigua và Barbuda, Bahamas, Barbados, Fiji, Nepal, Papua New Guinea, Thái Lan và Vương quốc Anh giải thích Công ước là tạo ra một nghĩa vụ ban hành các biện pháp chống lại phát ngôn thù ghét và tội phạm thù ghét khi có nhu cầu.
Hợp chúng quốc Hoa Kỳ "không chấp nhận bất kỳ nghĩa vụ nào theo Công ước này, đặc biệt là theo các điều 4 và 7, để hạn chế những sự bảo vệ rộng rãi về quyền tự do ngôn luận, biểu đạt và hiệp hội trong Hiến pháp và pháp luật của Hoa Kỳ, thông qua việc thông qua luật pháp hoặc bất kỳ biện pháp nào khác, trong phạm vi được bảo vệ bởi Hiến pháp và pháp luật của Hoa Kỳ. " 
Nhập cư
Monaco và Thụy Sĩ bảo lưu quyền áp dụng các nguyên tắc pháp lý của riêng họ đối với việc đưa người nước ngoài vào thị trường lao động của họ. Vương quốc Anh không coi Đạo luật Di dân Liên bang 1962 và Đạo luật Di dân Liên bang năm 1968 là cấu thành bất kỳ hình thức phân biệt chủng tộc nào.
Dân tộc bản địa
Tonga bảo lưu quyền không áp dụng Công ước đối với bất kỳ hạn chế nào đối với việc chuyển nhượng đất đai của người Tonga bản địa. Fiji có các bảo lưu quan trọng xung quanh Điều 5, và bảo lưu quyền không thực hiện các điều khoản đó nếu chúng không phù hợp với luật hiện hành về quyền bầu cử, sự chuyển nhượng đất đai của người dân bản địa.

## Tài phán
Cơ chế khiếu nại cá nhân đã dẫn đến một tài phán giới hạn về việc giải thích và thực thi Công ước. Tính đến tháng 9 năm 2011, 48 khiếu nại đã được đăng ký với Ủy ban; 17 trong số này đã được coi là không thể tiếp nhận được, 16 trong số đó đã dẫn đến kết luận không có vi phạm và trong 11 trường hợp, một bên đã bị phát hiện vi phạm Công ước. Ba trường hợp vẫn đang chờ xử lý.
Nhiều vụ việc liên quan đến việc đối xử với người Digan (Romani) ở Đông Âu. Trong vụ Koptova v. Slovakia, Ủy ban nhận thấy rằng các nghị quyết của một số ngôi làng ở Slovakia cấm người Digan cư trú là phân biệt đối xử và hạn chế tự do di chuyển và cư trú, và khuyến nghị chính phủ Slovakia thực hiện các bước để chấm dứt các hành vi đó. Trong LR v. Slovakia đã Ủy ban ra phán quyết rằng chính phủ Slovakia đã không cung cấp một biện pháp khắc phục hiệu quả việc sự phân biệt đối xử mà người Digan phải chịu sau khi hủy bỏ một dự án nhà ở trên cơ sở sắc tộc. Trong Durmic v. Serbia và Montenegro Ủy ban xét thấy một thất bại mang tính hệ thống của chính phủ Serbia trong việc điều tra và truy tố sự phân biệt đối xử chống lại người Digan trong việc tiếp cận các địa điểm công cộng.
Trong vài trường hợp đặc biệt là L. K. v. Hà lan và Gelle v. Đan Mạch, Ủy ban đã phê phán các quốc gia thành viên đã thất bại trong việc truy tố xác đáng hành vi phân biệt chủng tộc hoặc kích động phân biệt chủng tộc. Trong cả hai trường hợp, Ủy ban đã từ chối chấp nhận "bất kỳ lập luận nào rằng việc thông qua một luật trong đó hình sự hóa một hành vi phân biệt chủng tộc đã đại diện cho việc tuân thủ hoàn toàn các nghĩa vụ của một quốc gia thành viên theo Công ước". Các luật như vậy "còn phải được thực hiện một cách hiệu quả tại các tòa án trong nước có thẩm quyền và bởi các cơ quan khác của nhà Nước". Trong khi Ủy ban ghi nhận sự thận trọng của công tố trong việc đưa ra quyết định truy tố hay không truy tố, sự thận trọng này "nên được áp dụng trong mỗi trường hợp cáo buộc phân biệt chủng tộc trên quan niệm về những bảo đảm đặt ra trong Công uớc"
Trong vụ cộng đồng Do thái ở Oslo và những người khác v. Na Uy, Ủy ban kết luận rằng việc cấm phát ngôn thù ghét là tương thích với quyền tự do ngôn luận, và tuyên bố trắng án đối với một lãnh đạo của một nhóm Phát-xít mới của Tòa án Tối cao Na Uy dựa trên căn cứ là quyền tự do ngôn luận là một vi phạm Công ước.
Trong vụ Hagan v. Úc, Ủy ban đã ra phán quyết rằng, mặc dù ban đầu không có ý định hạ thấp bất cứ ai, tên của "ES 'Nigger' Brown Stand" (được đặt theo tên của cầu thủ bóng bầu dục thập niên 1920 Edward Stanley Brown) tại một sân thể thao ở Toowoomba đã gây khó chịu về chủng tộc và nên được gỡ bỏ.

## Tác động
Tác động của một điều ước quốc tế có thể được đo lường theo hai cách: bằng sự chấp nhận và bằng cách thực hiện. Trên khía cạnh thứ nhất, Công ước đã được cộng đồng quốc tế chấp nhận, với không đầy hai mươi quốc gia (chủ yếu là các quốc gia nhỏ) chưa tham gia. Hầu hết các quốc gia lớn cũng đã chấp nhận cơ chế khiếu nại cá nhân của Công ước, dấu hiệu mong muốn mạnh mẽ bị ràng buộc bởi các quy định của Công ước.
Công ước đã phải đối mặt với các vấn đề dai dẳng trong việc báo cáo kể từ khi mới được thiết lập, với quốc gia thành viên thường không báo cáo đầy đủ, hoặc thậm chí là không báo cáo. Tính đến năm 2016, 33 thành viên đã không báo cáo trong hơn mười năm và 22 thành viên đã không báo cáo trong hơn năm năm. Một thành viên, Sierra Leone, đã không báo cáo từ năm 1976, trong khi hai thành viên khác - Liberia và Saint Lucia chưa bao giờ đáp ứng các nghĩa vụ báo cáo của họ theo Công ước. Ủy ban đã phản ứng với sự thất bại cố hữu này bằng cách tiến hành xem xét việc thực thi công ước bất kể một nước thành viên có báo cáo hay không - chiến lược này đã thành công nhất định trong việc khiến cho một số nước thành viên tuân thủ yêu cầu báo cáo. Việc thiếu báo cáo này được một số người coi là một thất bại đáng kể của Công ước. Tuy nhiên, hệ thống báo cáo cũng được ca ngợi là đã tạo ra "sự khuyến khích vững vàng để các quốc gia thành viên ban hành luật chống phân biệt chủng tộc hoặc sửa đổi luật hiện hành khi cần thiết." 

## Ủy ban về xóa bỏ phân biệt chủng tộc
Ủy ban về xóa bỏ phân biệt chủng tộc là một cơ quan gồm các chuyên gia nhân quyền được giao nhiệm vụ giám sát việc thực hiện Công ước. Ủy ban gồm 18 chuyên gia nhân quyền độc lập, được bầu theo nhiệm kỳ bốn năm, với một nửa số thành viên được bầu mỗi hai năm. Các thành viên được bầu bằng cách bỏ phiếu kín giữa các quốc gia thành viên Công ước, mỗi quốc gia thành viên được phép đề cử một người mang quốc tịch của mình vào Ủy ban.
Tất cả các quốc gia thành viên được yêu cầu gửi báo cáo thường xuyên cho Ủy ban trong đó đưa ra các biện pháp lập pháp, tư pháp, chính sách và các biện pháp khác mà họ đã thực hiện để làm cho Công ước có hiệu lực. Báo cáo đầu tiên cần nộp trong vòng một năm sau khi Công ước có hiệu lực đối với quốc gia thành viên; sau đó báo cáo cần được gửi hai năm một lần hoặc bất cứ khi nào Ủy ban yêu cầu. Ủy ban xem xét từng báo cáo và đề đạt các mối quan tâm và khuyến nghị của mình với quốc gia thành viên dưới dạng "nhận xét kết luận". Các Nhận xét kết luận này có tính ràng buộc về mặt pháp lý với quốc gia thành viên công ước.
Vào ngày 10 tháng 8 năm 2018, các chuyên gia nhân quyền của Liên Hợp Quốc đã bày tỏ báo động về nhiều báo cáo đáng tin cậy rằng Trung Quốc đã giam giữ một triệu người Duy Ngô Nhĩ hoặc hơn thế tại Tân Cương. Gay McDougall, một thành viên của Ủy ban, nói rằng "Nhân danh chống chủ nghĩa cực đoan tôn giáo, Trung Quốc đã biến Tân Cương thành một cái gì đó giống như một trại thực tập lớn, che giấu trong bí mật, một loại khu-vực-không-tồn-tại-quyền." 
Vào ngày 13 tháng 8 năm 2019, Ủy ban đã xem xét báo cáo đầu tiên do Chính quyền Palestine đệ trình. Một số chuyên gia đặt câu hỏi cho phái đoàn liên quan đến chủ nghĩa bài Do thái, đặc biệt là trong sách giáo khoa. Silvio José Albuquerque e Silva (Brazil) cũng đưa ra bằng chứng về sự phân biệt đối xử với người Digan và các nhóm thiểu số khác, tình trạng của phụ nữ và sự áp bức với cộng đồng LGBT. Báo cáo của Ủy ban  ngày 30 tháng 8 năm 2019 đã phản ánh những lo ngại này.
Ủy ban thường họp vào tháng 3 và tháng 8 ở Geneva. Hiện tại (tháng 4/2018) các thành viên của Ủy ban là:
| Tên                                          | Quốc tịch     | Thời hạn nhiệm kỳ |
| -------------------------------------------- | ------------- | ----------------- |
| Silvio José Albuquerque e Silva              | Brazil        | 2022              |
| Noureddine Amir (chủ tịch)                   | Algeria       | 2022              |
| Alexei S. Avtonomov                          | Liên bang Nga | 2020              |
| Marc Bossuyt                                 | Bỉ            | 2022              |
| Jose Francisco Cali Tzay                     | Guatemala     | 2020              |
| Chung Chinsung                               | Hàn Quốc      | 2022              |
| Fatimata-Binta Victoire Dah                  | Burkina Faso  | 2020              |
| Bakari Sidiki Diaby                          | Côte d'Ivoire | 2022              |
| Rita Izsák-Ndiaye (báo cáo viên)             | Hungary       | 2022              |
| Keiko Kō                                     | Nhật Bản      | 2022              |
| Gün Kut                                      | Turkey        | 2022              |
| Li Yanduan (phó chủ tịch)                    | Trung Quốc    | 2020              |
| Nicolás Marugán                              | Tây Ban Nha   | 2020              |
| Gay McDougall (phó chủ tịch)                 | Hoa Kỳ        | 2020              |
| Yemhelhe Mint Mohamed                        | Mauritania    | 2020              |
| Pastor Elias Murillo Martinez (phó chủ tịch) | Colombia      | 2020              |
| Verene Albertha Shepherd                     | Jamaica       | 2020              |
| Yeung Kam John Yeung Sik Yuen                | Mauritius     | 2022              |